# Pseudochazara euxina
Espèce
Statut de conservation UICN

 EN B1ab(v) : En danger
Pseudochazara euxina est une espèce de lépidoptères (papillons) de la famille des Nymphalidae, de la sous-famille des Satyrinae et du genre Pseudochazara.

## Dénomination
Pseudochazara euxina a été nommé par Nikolai Yakovlevich Kuznetsov en 1909.
Synonymes :Hipparchia euxina Kuznetsov, 1909.

## Description
Pseudochazara euxina est un papillon aux ailes marron à marron clair presque beige aux postérieures, avec une large bande postdiscale ocre jaune teintée de rose marquée de nervures foncées et bordées d'une frange entrecoupée. L'aile antérieure, porte deux ocelles foncés pupillés de blanc dont un à l'apex.
Le revers, beige très clair présente les mêmes deux ocelles aux antérieures sur une bande ivoire.

## Biologie

### Période de vol et hivernation
Il vole de juin à septembre

### Plantes hôtes
Les plantes hôtes sont une ou des graminées, probablement Stipa pennata.

## Écologie et distribution
Pseudochazara euxina n'est présent qu'en Crimée.

### Biotope
Il réside en steppe montagneuse.

### Protection
Il est classé espèce en danger (EN).